# Ла-Кен
Ла-Кен (фр. La Caine) — коммуна во Франции, находится в регионе Нижняя Нормандия. Департамент коммуны — Кальвадос. Входит в состав кантона Эвреси. Округ коммуны — Кан.
Код INSEE коммуны — 14122.

## Население
Население коммуны на 2010 год составляло 110 человек.
| 1962 | 1968 | 1975 | 1982 | 1990 | 1999 | 2010 |
| ---- | ---- | ---- | ---- | ---- | ---- | ---- |
| 68   | 65   | 81   | 60   | 97   | 93   | 110  |

## Экономика
В 2010 году среди 72 человек трудоспособного возраста (15—64 лет) 55 были экономически активными, 17 — неактивными (показатель активности — 76,4 %, в 1999 году было 73,7 %). Из 55 активных жителей работали 47 человек (26 мужчин и 21 женщина), безработных было 8 (5 мужчин и 3 женщины). Среди 17 неактивных 8 человек были учениками или студентами, 4 — пенсионерами, 5 были неактивными по другим причинам.